# Ulf Kirsten
Ulf Kirsten (* 4. Dezember 1965 in Riesa) ist ein ehemaliger deutscher Fußballspieler der DDR und anschließend des wiedervereinigten Deutschlands. Er gilt als einer der besten deutschen Torjäger der 1980er und 1990er Jahre sowie als einer der wichtigsten Spieler in der Vereinsgeschichte des Bundesligisten Bayer 04 Leverkusen, für den er von 1990 bis 2003 aktiv war. Kirsten war im Anschluss an seine Profikarriere Co-Trainer der ersten sowie Cheftrainer der zweiten Mannschaft des Vereins in der Regionalliga West. Neben seiner sportlichen Aktivität kümmert sich Kirsten um seine eigene Stiftung, die „Ulf-Kirsten-Stiftung“, zugunsten der Nachwuchsarbeit seines Heimatvereins Dynamo Dresden.
Kirsten war zum Zeitpunkt seines Karriereendes Mitte 2003 mit 181 Treffern der fünfterfolgreichste Torschütze der Bundesliga. Er ist zudem mit 100 Länderspielen, die er von 1985 bis 1990 sowie von 1992 bis 2000 absolvierte, der Spieler mit den meisten Einsätzen, der für beide deutsche Staaten aktiv war. Mit der Bundesrepublik nahm er an der WM 1994 und 1998 sowie der EM 2000 teil.
Von Februar 2019 bis 2023 war er bei Wacker Nordhausen als sportlicher Berater angestellt. Seit April 2023 ist er sportlicher Berater bei Dynamo Dresden.

## Laufbahn als Spieler

### Vor der Wende

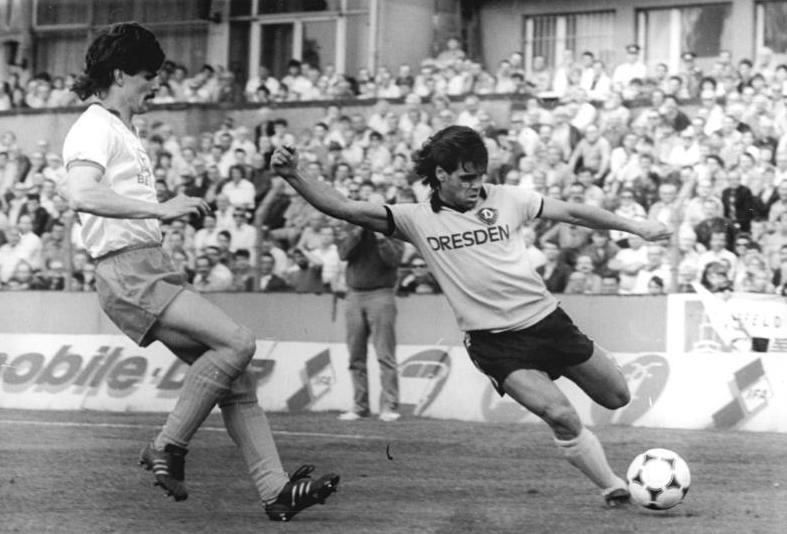
Ulf Kirsten (rechts) im Duell mit Matthias Morack beim DDR-Oberligaspiel Dynamo Dresden – FC Union Berlin im Mai 1988

Ulf Kirsten hatte seine Karriere, bevor er 1979 zur SG Dynamo Dresden wechselte, bei zwei Vereinen in seiner Heimatstadt Riesa – BSG Chemie Riesa (1972–1978) und BSG Stahl Riesa (1978–1979) – begonnen.
Bei Dynamo Dresden schaffte Kirsten in der Oberligasaison 1983/84 den Sprung in die erste Mannschaft. In 154 Oberligaspielen traf er 57-mal für Dresden. Im Europapokal erzielte Kirsten in 21 Spielen acht Treffer. Der international größte Erfolg der Dresdner in Kirstens Zeit bei Dynamo war der Einzug ins Halbfinale des UEFA-Pokals in der Saison 1988/89, in dem man knapp (0:1-Niederlage beim VfB Stuttgart und 1:1 in Dresden) am Einzug ins Finale scheiterte. Kirsten gewann mit Dresden mehrere nationale Titel: 1988/89 und 1989/90 wurde Dynamo DDR-Fußballmeister und gewann 1984, 1985 (jeweils gegen den BFC Dynamo) und 1990 (gegen den Polizeisportverein Schwerin) mit Kirstens Beteiligung den FDGB-Pokal. Insgesamt lief er im Pokalwettbewerb der DDR 34-mal für die SGD auf und schoss dabei 14 Treffer. 1990 wurde er zum Fußballer des Jahres in der DDR gewählt.

### Unumstrittener Stürmerstar in Leverkusen

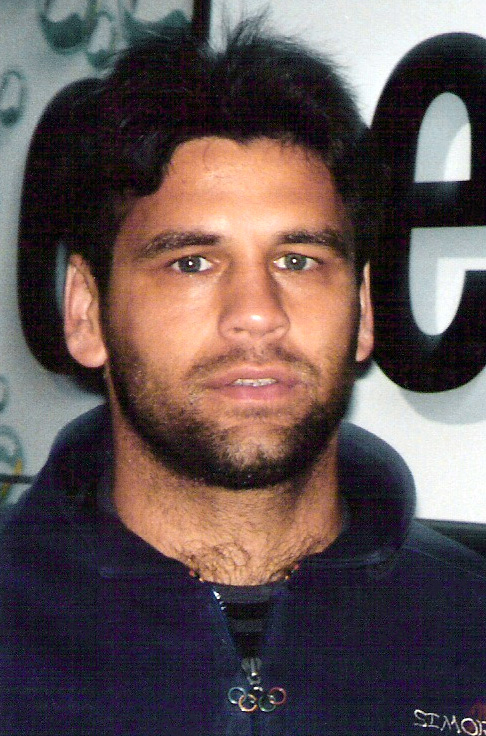
Ulf Kirsten (ca. 1997)

Vor seinem zur Saison 1990/91 vollzogenen Wechsel zu Bayer Leverkusen bemühte sich mit dem VfB Stuttgart ein weiterer Bundesligist um Kirsten, Dynamo Dresden verweigert im Januar 1990 allerdings die Freigabe. Fortuna Düsseldorf und der 1. FC Nürnberg wollten den Stürmer ebenfalls. Auch der Hamburger SV, der durch ein Kooperationsabkommen mit Dynamo ein Vorverkaufsrecht erhalten hatte, zeigte ebenso Interesse an Kirsten wie der VfL Bochum. Anfang Februar 1990 wurde sogar vermeldet, Kirsten habe einen Vorvertrag mit den Bochumern abgeschlossen. Auch der italienische Zweitligist US Cagliari warb im Frühling 1990 um Kirsten, dessen Einigung mit Leverkusen Anfang Mai 1990 feststand.
Der Sprung in die Bundesliga gelang Kirsten ohne Mühe, bereits in seinem ersten Bundesligaspiel traf er gegen den FC Bayern München. Er entwickelte sich bei den Leverkusenern zum besten einheimischen Bundesligastürmer der 1990er Jahre. Von der Spielzeit 1990/91 bis zur Saison 2002/03 traf Kirsten in 350 Erstligabegegnungen 181-mal ins gegnerische Tor. Hinzu kommen 32 Europapokaltreffer in 54 Partien für den Verein aus dem Rheinland. Vier Mal – 1996/97, 1998/99, 1999/2000 und 2001/02 – wurde Kirsten jeweils Bundesliga-Zweiter. Ein Meistertitel mit Leverkusen blieb ihm in allen 13 Spielzeiten versagt, jedoch gewann der Verein durch ein Tor von Kirsten den DFB-Pokal 1993 im Endspiel gegen die Amateure von Hertha BSC. Der Traum vom Europapokalsieg erfüllte sich auch in Leverkusen nicht: In der Saison 2001/02, als der Verein sowohl in der Meisterschaft als auch im DFB-Pokal 2002 nur Zweiter wurde, unterlag Kirsten mit den Rheinländern im Glasgower Hampden Park gegen Real Madrid im Finale der UEFA Champions League mit 1:2.
Zu seinen persönlichen Erfolgen im Fußball gehörten neben der Wahl zum vorletzten DDR-Fußballer des Jahres im Jahr 1990 die drei Torjägerkanonen in den Bundesligaspielzeiten 1992/93 (20 Tore), 1996/97 und 1997/98 (jeweils 22 Tore).
Mit seinen 181 Bundesligatoren belegt Kirsten den siebten Platz der ewigen Torschützenliste der Bundesliga.

### Als Nationalspieler
Kirsten bestritt insgesamt 100 A-Länderspiele – 49 Partien für die Deutsche Demokratische Republik (14 Tore) und 51 für das wiedervereinte Deutschland (20 Tore) – und erzielte für DFV und DFB dabei 34 Tore.
Kirsten, der zehnmal (vier Tore) für die U-21 der DDR aktiv war, debütierte für die A-Auswahl bereits als 19-Jähriger am 8. Mai 1985 im dänischen Kopenhagen bei der 1:4-Niederlage gegen Dänemark. Für eine WM oder EM konnte sich die DDR weder 1986 noch 1988 oder 1990 qualifizieren. Kirstens Karriere in der DDR-Fußballnationalmannschaft endete am 13. Mai 1990 mit einem 3:3-Unentschieden gegen Brasilien im Estádio Mário Filho (Maracanã) von Rio de Janeiro.
Sein erstes Spiel im Trikot der DFB-Elf absolvierte er am 14. Oktober 1992 beim 1:1 gegen Mexiko im Dresdner Rudolf-Harbig-Stadion. Kirsten gehörte 1994 und 1998 zum WM-Aufgebot der Deutschen unter Bundestrainer Berti Vogts, wobei er nur beim Turnier in Frankreich 1998 zu vier Kurzeinsätzen ohne Tor kam. Während Kirsten 1992 und 1996, als die Vogts-Elf den Titel in England gewann, nicht im deutschen EM-Kader war, nominierte ihn Erich Ribbeck für die EM in Belgien und den Niederlanden im Jahr 2000. Im Rahmen dieses Turniers absolvierte Kirsten am 20. Juni 2000 bei der 0:3-Niederlage gegen Portugal in De Kuip von Rotterdam sein 100. und letztes A-Länderspiel.
In zwei Länderspielen gelang Kirsten ein „Dreierpack“, jeweils zum 3:2-Sieg: am 28. März 1990 für die DDR-Elf unter Trainer Eduard Geyer gegen die USA und am 2. April 1997 im WM-Qualifikationsspiel für das DFB-Team gegen Albanien.

## Nach der aktiven Karriere
Nach seinem Karriereende 2003 wurde Kirsten durch Bayer Leverkusen als Co-Trainer der ersten Mannschaft übernommen. 2005 wechselte er für sechs Jahre auf die Position des Cheftrainers der zweiten Mannschaft.
Ab Oktober 2012 arbeitete Kirsten für zwei Sportagenturen im Bereich Marketing und Spielervermittlung mit dem Schwerpunkt Asien. Da ihm ein Bürojob nicht lag, beendete er diese Arbeit. Ende 2019 eröffnete er zusammen mit zwei Freunden ein Vergleichsportal für Wettquoten.
Seit dem 1. Februar 2019 nahm Kirsten beim Viertligisten Wacker Nordhausen die Aufgaben eines sportlichen Beraters und Sponsorenbeauftragten wahr.
Seit Anfang April 2023 ist er als sportlicher Berater von Dynamo Dresden tätig. Ende April 2024 trennte sich der Verein von seinem Cheftrainer Markus Anfang. Kirsten rückte daraufhin bis zum Ende der Saison 2023/24 neben Interimstrainer Heiko Scholz als Co-Trainer in den Trainerstab.

## Erfolge
Dynamo Dresden
- DDR-Meister (2): 1988/89, 1989/90
- DDR-Vizemeister (4): 1983/84, 1984/85, 1986/87, 1990/91
- FDGB-Pokalsieger (2): 1984/85, 1989/90

Bayer 04 Leverkusen
- Champions-League-Finalist: 2001/02
- Deutscher Vizemeister (4): 1996/97, 1998/99, 1999/2000, 2001/02
- DFB-Pokalsieger: 1992/93
- DFB-Pokalfinalist: 2001/02
- DFB-Hallenpokalsieger: 1994

## Auszeichnungen
- Fußballer des Jahres der DDR: 1990
- Kicker des Jahres in der Kategorie Stürmer: 1997
- Torschützenkönig der Bundesliga: 1992/93, 1996/97, 1997/98
- Torschützenkönig des Europapokals der Pokalsieger: 1993/94
- Torschützenkönig des UEFA Cup: 1994/95
- Torschützenkönig des DFB-Ligapokals: 1999
- Ehrenspielführer von Bayer 04 Leverkusen
- Ehrenspielführer von Dynamo Dresden[11]

## Soziales Engagement
Kirsten gründete mit den Einnahmen seines Abschiedsspiels vom 16. November 2003 die Ulf-Kirsten-Stiftung. Deren Ziel ist die nachhaltige Förderung des Sports, insbesondere des Jugendfußballs, in Dresden und der Region Dresden.

## Sonstiges
- Kirsten ist verantwortlich für den Spitznamen „Zecke“ des ehemaligen  Fußballprofis Andreas Neuendorf. Als dieser nach einer Untersuchung eines entzündeten Zeckenbisses zurück ins Training kam, rief Kirsten ihm zu: „Na, da is’ sie ja wieder: Die Zecke!“
- Obwohl Kirsten der erfolgreichste Bundesliga-Stürmer seiner Generation war, wurde keiner seiner Treffer in der ARD als „Tor des Monats“ ausgezeichnet.
- Sein Sohn Benjamin war ebenfalls professioneller Fußballer.
- Kirsten war ab 1983[12] als inoffizieller Mitarbeiter „Knut Krüger“ für das Ministerium für Staatssicherheit der DDR tätig.[13][14] Das gab er im April 1992 öffentlich bekannt. Kirsten wurde bei der Staatssicherheit der DDR in der Kategorie „unzuverlässig“ geführt.[12]
- Im August 1992 sprach das Amtsgericht Dresden Kirsten einen Betrag von 375 000 D-Mark zuzüglich Zinsen zu, den Dynamo Dresden an den Spieler zahlen müsse. Dabei habe es sich um den Anteil Kirstens in Höhe von zehn Prozent an der im Rahmen seines Wechsels zu Bayer Leverkusen gezahlten Ablösesumme gehandelt.[15] Im Dezember 1993 wurde in zweiter Instanz ein Vergleich vereinbart, der eine Zahlung an Kirsten in Höhe von 213 000 D-Mark vorsah.[16]
- Kirsten ist Eishockey-Fan des DEL-Clubs Kölner Haie.[17]
- 1994 hat Kirsten im DEFA-Spielfilm Fernes Land Pa-isch von Regisseur Rainer Simon einen Gastauftritt.[18]
- 2017 war Kirsten Kandidat bei Global Gladiators.
- Seit 2021 ist Kirsten Gesellschafter der DerSchwatte GmbH (benannt nach seinem Spitznamen „Der Schwatte“), welche Gin produziert und verkauft. Im Familienunternehmen sind auch seine Frau Diana und sein Sohn Benjamin mit Frau Sarah aktiv. Ein Teil der Einnahmen kommt unter dem Motto „Gin für Bolzplätze“ der Bolzplatz-Aktion der Ulf-Kirsten-Stiftung zugute.[19]

## Zitate
- „Wenn bei einem Auswärtsspiel keiner ruft: ‚Kirsten, du Arschloch‘, dann weiß ich genau, dass ich schlecht bin.“
- Eduard Geyer: „Dort, wo andere den Fuß wegziehen, geht Kirsten mit dem Kopf hin.“